# اندرو میلن
اندرو میلن (انگلیسی: Andrew Milne؛ زادهٔ ۳۰ سپتامبر ۱۹۹۰) بازیکن فوتبال اهل بریتانیا است.
از باشگاه‌هایی که در آن بازی کرده‌است می‌توان به باشگاه فوتبال لیدز یونایتد، باشگاه فوتبال دارلینگتون، باشگاه فوتبال آلترینچام، باشگاه فوتبال اوست تاون، باشگاه فوتبال بارو، باشگاه فوتبال هالیفاکس تاون، باشگاه فوتبال گینزبورو ترینیتی، و باشگاه فوتبال اسکاربرو اتلتیک اشاره کرد.
وی همچنین در تیم ملی فوتبال Scotland U19 بازی کرده‌است.